# Volkskommissar
Ein Volkskommissar (russisch народный комиссар/narodny kommissar, kurz narkom) war im bolschewistischen Russland, der Ukrainischen Sowjetrepublik, der Ungarischen Räterepublik und der UdSSR in den Jahren von 1917 bis 1946 eine Person, die als Minister fungierte. Die Volkskommissare bildeten in Sowjetrussland gemeinsam den Rat der Volkskommissare, welcher die Regierung darstellte. Der Begriff Minister wurde von den Bolschewiki als bourgeois abgelehnt, da er mit parlamentarischen Demokratien oder Monarchien verbunden wurde. Dennoch benannte später Stalin den Rat der Volkskommissare der Sowjetunion 1946 in Ministerrat der UdSSR um. Der Begriff geht auf die Idee von Leo Trotzki zurück.

## Volkskommissariat
Die Volkskommissariate (russ. Народный комиссариат; Transkription: Narodny komissariat; meist abgekürzt: наркомат; Transkription: Narkomat) waren in Sowjetrussland seit 1917 und der späteren Sowjetunion von 1922 bis 1946 die zentralen Organe der staatlichen Leitung für die einzelnen Bereiche der staatlichen Aktivitäten und die einzelnen Wirtschaftszweige der Volkswirtschaft. Faktisch hatten sie die Funktion von Ministerien, 1946 wurden sie in Ministerien umbenannt.
Solche Volkskommissariate gab es sowohl auf oberster Ebene, wo sie für die ganze Sowjetunion zuständig waren, als auch auf der Ebene der einzelnen Sowjetrepubliken.
Die Volkskommissariate wurden im Oktober 1917 auf dem II. Allrussischen Sowjetkongress geschaffen, auf der Grundlage der bis dahin bestehenden Ministerien und Hauptverwaltungen der Provisorischen Regierung.
Mit dem „Dekret über die Schaffung des Rates der Volkskommissare“ vom 8. November 1917 (27. Oktober) wurden folgende Volkskommissariate geschaffen (zu diesem Zeitpunkt nur für Russland – später RSFSR und Sowjetunion):
1. Volkskommissariat für innere Angelegenheiten (russ. Народный комиссариат по внутренним делам; oder: Hародный комиссариат внутренних дел; Наркомвнудел; HКВД; Transkription: NKWD),
2. Volkskommissariat für Landwirtschaft (russ. Народный комиссариат земледелия; Наркомзем; НКЗ oder НКЗем; Transkription: NKS oder NKSem),
3. Volkskommissariat für Arbeit (russ. Народный комиссариат труда; Наркомтруд),
4. Volkskommissariat für Militär- und Meeresangelegenheiten (russ. Народный комиссариат по военным и морским делам; oder: Народный комиссариат военных и морских дел; Наркомвоенмор),
5. Volkskommissariat für Handel und Industrie (russ. Народный комиссариат по делам торговли и промышленности),
6. Volkskommissariat für Bildung (russ. Народный комиссариат просвещения; oder: Народный комиссариат по просвещению; Наркомпрос; НКП; Transkription: NKP),
7. Volkskommissariat für Finanzen (russ. Народный комиссариат финансов; Наркомфин; НКФ; Transkription: NKF),
8. Volkskommissariat für Auswärtiges (russ. Народный комиссариат по иностранным делам; oder: Hародный комиссариат инностранных дел; Наркоминдел; НКИД; Transkription: NKID),
9. Volkskommissariat für Justiz (auch: Volkskommissariat für Justizwesen; russ. Народный комиссариат юстиции; Наркомюст; НКЮ; Transkription: NKJu),
10. Volkskommissariat für Ernährung (russ. Народный комиссариат по делам продовольствия; wörtlich: Nahrungsmittelangelegenheiten; oder: Народный комиссариат продовольствия; Наркомпрод),
11. Volkskommissariat für Post und Telegrafen (russ. Народный комиссариат почт и телеграфов; oder: Народный комиссариат почты и телеграфа; Наркомпочтель),
12. Volkskommissariat für Nationalitätenfragen (russ. Народный комиссариат по делам национальностей; Наркомнац),
13. Volkskommissariat für Eisenbahnangelegenheiten (russ. Народный комиссариат по железнодорожным делам).

Später wurde mit Dekret vom 15. Dezember 1917 (2. Dezember) der Oberste Rat für die Volkswirtschaft (russ. Высший совет народного хозяйства, Abkürzung: ВСНХ; Transkription: WZIK) geschaffen. Der Oberste Rat für die Volkswirtschaft hatte die Rechte eines Volkskommissariats und war diesem gleichgestellt.
Die 1918 verabschiedete Verfassung der RSFSR behielt das bis dahin bereits eingeführte System der Volkskommissariate bei. Zu dieser Zeit gab es 18 Volkskommissariate (einschließlich des Obersten Rates für die Volkswirtschaft).
Nach der Gründung der Sowjetunion 1922 wurden wesentliche Änderungen an den Volkskommissariaten vorgenommen. Die Volkskommissariate des Rates der Volkskommissare der Sowjetunion wurden aufgeteilt in Allsowjetische Volkskommissariate (Unionsvolkskommissariate; russ. Общесоюзные наркоматы) und in Vereinigte Volkskommissariate (russ. объединённые наркоматы). Die Allsowjetischen Volkskommissariate übten ihre Macht mittels ihrer Bevollmächtigten aus, während die Vereinigten Volkskommissariate ihre Macht mittels der nachgeordneten Volkskommissariate der einzelnen Sowjetrepubliken ausübten. Beispielsweise unterstanden die Volkskommissariate für Finanzen der einzelnen Sowjetrepubliken dem vereinigen Volkskommissariat für Finanzen der Sowjetunion.
Für die Leitung der wichtigsten staatlichen Funktionen waren die fünf Unionsvolkskommissariate zuständig:
- Militär und Marine,
- Auswärtiges (Volkskommissariats für auswärtige Angelegenheiten; russ. Народный комиссариат иностранных дел; Наркоминдел; НКИД; Transkription: NKID),
- Außenhandel (Volkskommissariat für Außenhandel; russ. Hародный комиссариат внешней торговли; Наркомвнешторг; НКВТ; Transkription: NKWT),
- Verbindungswege (Volkskommissariat für Transportwesen; russ. Hародный комиссариат путей сообщения; НКПС; Transkription: NKPS; wörtlich: Volkskommissariat für Verbindungswege),
- Post und Telegrafen.

Weiterhin gab es für wichtige staatliche Aufgaben fünf Vereinigte Volkskommissariate, die die Arbeit der Volkskommissariate der einzelnen Sowjetrepubliken koordinierten:
- Oberster Rat für Volkswirtschaft,
- Nahrungsmittel,
- Arbeit,
- Finanzen,
- RKI (für russ. Народный комиссариат рабоче-крестьянской инспекции; НК РКИ – entspricht der ostdeutschen Arbeiter-und-Bauern-Inspektion).

Diese Organisationsstruktur der Volkskommissariate wurde auch von der ersten sowjetischen Verfassung bestätigt, die am 31. Januar 1924 verabschiedet wurde und die Verwaltung der Sowjetunion von der Verwaltung der einzelnen Sowjetrepubliken trennte.
Die einzelnen Sowjetrepubliken verabschiedeten jeweils Verfassungen, in denen die Bildung von fünf Vereinigten Volkskommissariaten auf der Ebene der jeweiligen Sowjetrepublik beschlossen wurde. Sie trugen den gleichen Namen, wie die Vereinigten Volkskommissariate auf den Ebenen der gesamten Sowjetunion.
Gleichzeitig wurden in jeder Sowjetrepublik sechs Republiksvolkskommissariate (russ. республиканский наркомат) gebildet, die unter alleiniger Leitung der Sowjetrepublik verblieben und nur auf der Ebene der Sowjetrepubliken bestanden. Diese Republiksvolkskommissariate waren insbesondere für Bereiche zuständig, in denen es spezifische nationale Unterschiede zwischen den Sowjetrepubliken gab:
- Inneres,
- Justiz,
- Volksbildung,
- Gesundheitswesen (russ. Hародный комиссариат здравоохранения; Наркомздрав),
- Landwirtschaft,
- soziale Sicherung.

Der Oberste Rat für die Volkswirtschaft wurde 1932 in drei Volkskommissariate aufgeteilt:
- Volkskommissariat für Schwerindustrie (russ. Народный комиссариат тяжёлой промышленности; Наркомтяжпром; НКТП; Transkription; NKTP),
- Volkskommissariat für Leichtindustrie (russ. Народный комиссариат лёгкой промышленности; Наркомлегпром oder НКлегпром; НКЛП: Transkription: NKLP),
- Volkskommissariat für Forstwirtschaft (russ. Народный комиссариат лесной промышленности; Наркомлеспром oder Наркомлес;  НКЛес; Transkription: NKLes).

Mit der Annahme der Verfassung der UdSSR von 1936 wurden die Vereinigten Volkskommissariate in Unions-Republik Volkskommissariate (russ. Союзно-республиканские наркоматы) umgewandelt. Seitdem gab es 8 Unionsvolkskommissariate und 10 Unions-Republik Volkskommissariate. In den Sowjetrepubliken und Autonomen Republiken (ASSR) wurden gleichnamige Unions-Republik Volkskommissariate gebildet und Republiksvorlkskommissariate.
Von 1936 bis 1939 wurde die Anzahl der Volkskommissariate, die für bestimmte Wirtschaftszweige zuständig waren, von sechs auf 24 erhöht.
Beispielsweise gab es das:
- Volkskommissariat für die Kriegsflotte (russ. Hародный комиссариат Военно-Морсково Флота; НКВМФ; Transkription: NKWMF);
- Volkskommissariat für Staatssicherheit (russ. Hародный комиссариат государственной безопасност; НКГБ; Transkription: NKGB) – früher eine Hauptabteilung im Volkskommissariat für Innere Angelegenheiten (NKWD);
- Volkskommissariat für Verteidigung (russ. Hародный комиссариат обороны; НКО; Transkription: NKO);
- Volkskommissariat für Verteidigungsindustrie (russ. Hародный комиссариат оборонной промышленности СССР; НКОП; Transkription: NKOP);
- Volkskommissariat für Kommunikation (russ. Народный комиссариат связи СССР);
- Volkskommissariat für Binnenhandel (russ. Народный комиссариат внутренней торговли СССР; Наркомвнуторг);
- Volkskommissariat für Handel (russ. Народный комиссариат (по делам) торговли; Наркомторг);
- Volkskommissariat für Wassertransporte (russ. Народный комиссариат водного транспорта СССР; Наркомвод; НКВод; Transkription: NKWod);
- Volkskommissariat für Maschinenbau (russ. Народный комиссариат машиностроения; Наркоммаш);
- Volkskommissariat für Flussschifffahrt (russ. Народный комиссариат речного флота; Наркомречфлот; wörtlich: Volkskommissariat für die Flussflotte);
- Volkskommissariat für die Sowchosen (russ. Народный комиссариат совхозов СССР; Наркомсовхозов) – siehe auch: Sowchos;
- Volkskommissariat für Schwarzmetallurgie (russ. Народный комиссариат черной металлургии СССР; Наркомчермет; НКЧМ; Transkription: NKTschM) – (Anmerkung: Schwarzmetallurgie betrifft Eisen und Stahl)
- Volkskommissariat für Buntmetallurgie (russ. Народный комиссариат цветной металлургии СССР; Наркцветмет; НКЦМ; Transkription: NKZM)
- Volkskommissariat für Luftfahrtindustrie (russ. Народный комиссириат авиационной промышленности; НКАП; Transkription: NKAP);
- Volkskommissariat für Munition (russ. Народный комиссариат боеприпасов; НКБ; Transkription: NKB);
- Volkskommissariat für Bewaffnung (russ. Народный комиссариат вооружений; НКВ; Transkription: NKW);
- Volkskommissariat für Militärangelegenheiten (russ. Народный комиссариат во военным делам; Наркомвоен);
- Volkskommissariat für den Bau von Militär- und Kriegsmarinebetrieben (russ. Народный комиссариат строительства военных и военно-морских предприятий; НКСВВМП; Transkription: NKSWWMP);
- Volkskommissariat für Schiffbau (russ. Народный комиссариат судостроительной промышленности; НКСП; Transkription: NKSP);
- Volkskommissariat für den Bau von Betrieben der Treibstoffindustrie (russ. Народный комиссариат по строительству предприятий топливной промышленности; НКСПТП; Transkription: NKSPTP);
- Volkskommissariat für Treibstoffindustrie (russ. Народный комиссариат топливной промышленности);
- Volkskommissariat für Kohleindustrie (russ. Народный комиссариат угольной промышленности; НКУП; Transkription: NKUP);
- Volkskommissariat für Nahrungsmittelindustrie (russ. Народный комиссариат пищевой промышленности; Наркомпищепром);
- Volkskommissariat für Transport (russ. Народный комиссариат связи; Наркомсвязь);
- Volkskommissariat für Versorgung (russ. Народный комиссариат снабжения; Наркомснаб, НКСнаб; Transkription: NKSnab);
- Volkskommissariat für Erdölindustrie (russ. Народный комиссариат нефтяной промышленности) 1939 gegründet;
- Volkskommissariat für Werkzeugmaschinen (russ. Народный Комиссариат Станкостроения);

Ab 1939 gab es folgende Unions-Republiks Volkskommissariate:
- Volkskommissariat für Textilindustrie (russ. Народный комиссариат текстильной промышленности);
- Volkskommissariat für die Baumaterialienindustrie (russ. Народный комиссариат промышленности строительных материалов);
- Volkskommissariat für die Fischereiindustrie (auch: Volkskommissariat für Fischwirtschaft; russ. Народный комиссариат рыбной промышленности);
- Volkskommissariat für die Fleisch- und Milchindustrie (russ. Народный комиссариат мясной и молочной промышленности).

Ebenfalls ab 1939 gab es folgende Unionsvolkskommissariate:
- Volkskommissariat für Luftfahrtindustrie (russ. Народный комиссариат Авиационной промышленности);
- Volkskommissariat für Schiffbau (russ. Народный комиссариат Судостроительной промышленности);
- Volkskommissariat für Munition (russ. Народный комиссариат Боеприпасов);
- Volkskommissariat für Bewaffnung (russ. Народный комиссариат Вооружения);
- Volkskommissariat für Treibstoffindustrie (russ. Народный комиссариат Топливной промышленности);
- Volkskommissariat für Kraftwerke und Elektroindustrie (russ. Народный комиссариат Электростанций и Электропромышленности);
- Volkskommissariat für Schwarzmetallurgie (russ. Народный комиссариат Черной металлургии);
- Volkskommissariat für Buntmetallurgie (russ. Народный комиссариат Цветной металлургии);
- Volkskommissariat für chemische Industrie (russ. Народный комиссариат Химической промышленности);
- Volkskommissariat für Schwermaschinenbau (russ. Народный комиссариат Тяжелого машиностроения);
- Volkskommissariat für mittleren Maschinenbau (russ. Народный комиссариат Среднего машиностроения);
- Volkskommissariat für allgemeinen Maschinenbau (russ. Народный комиссариат Общего машиностроения);
- Volkskommissariat für die Meeresflotte (russ. Народный комиссариат Морского флота);
- Volkskommissariat für die Flussflotte (russ. Народный комиссариат Речного флота).

Nach Beginn des Zweiten Weltkrieges wurde 1941 das Volkskommissariat für Panzerindustrie (russ. Народный комиссариат танковой промышленности) geschaffen.
Mit Gesetz vom 15. März 1946 wurden die Volkskommissariate in Ministerien umgewandelt, der Rat der Volkskommissare der Sowjetunion in den Ministerrat der UdSSR, sowie die Räte der Volkskommissare der einzelnen Sowjetrepubliken und Autonomen Republiken ebenfalls in Ministerräte.